# Joanna Kuligowska
Joanna Kuligowska (née Jagodzińska le 25 novembre 1979 à Toruń) est une joueuse de volley-ball polonaise. Elle mesure 1,80 m et joue au poste de réceptionneuse-attaquante. 

## Clubs
| Club                             | De        | À         |
| -------------------------------- | --------- | --------- |
| KS Pałac Bydgoszcz               | 1997-1998 | 2010-2011 |
| PTPS Piła                        | 2011-2012 | 2013-2014 |
| AZS KSZO Ostrowiec Świętokrzyski | 2014-2015 | 2014-2015 |
| KS Pałac Bydgoszcz               | 2015-2016 | …         |

## Palmarès
- Championnat de Pologne
  - Finaliste : 2001, 2005.
- Coupe de Pologne
  - Vainqueur : 2001, 2005.
- Supercoupe de Pologne
  - Vainqueur : 2006.